# Гороцвет
Гороцвет (болг. Гороцвет) — село в Болгарии. Находится в Разградской области, входит в общину Лозница. Население составляет 473 человека.

## Политическая ситуация
В местном кметстве Гороцвет, в состав которого входит Гороцвет, должность кмета (старосты) исполняет Иван Станчев Димитров (Граждане за европейское развитие Болгарии (ГЕРБ)) по результатам выборов.
Кмет (мэр) общины Лозница — Айхан Мустафов Хашимов Движение за права и свободы (ДПС)) по результатам выборов.